# Сташковце
Сташковце (слч. Staškovce) насељено је мјесто са административним статусом сеоске општине (слч. obec) у округу Стропков, у Прешовском крају, Словачка Република.

## Становништво
| Година:    | 1994. | 2004.   | 2014.   | 2024.  |
| ---------- | ----- | ------- | ------- | ------ |
| Број људи: | 275   | 277     | 250     | 236    |
| Разлика:   |       | +0,72 % | -9,74 % | -5,6 % |

| Година:    | 2023. | 2024.   |
| ---------- | ----- | ------- |
| Број људи: | 242   | 236     |
| Разлика:   |       | -2,47 % |

Према подацима о броју становника из 2024. године насеље је имало 236 становника.